# Вестон (Мисури)
Вестон (енгл. Weston) град је у америчкој савезној држави Мисури.

## Демографија
По попису из 2010. године број становника је 1.641, што је 10 (0,6%) становника више него 2000. године.
| Група             | 2000.         | 2010.         |
| Белци             | 1.578 (96,8%) | 1.562 (95,2%) |
| Афроамериканци    | 0 (0,0%)      | 6 (0,4%)      |
| Азијати           | 3 (0,2%)      | 6 (0,4%)      |
| Хиспаноамериканци | 18 (1,1%)     | 39 (2,4%)     |
| Укупно            | 1.631         | 1.641         |